# Lochuizen
Lochuizen (Nedersaksisch: Lochoezen) ligt aan de noordzijde van Neede aan de weg naar Diepenheim.
Het is een agrarische gemeenschap met een hechte band.
Per 1 januari 2005 is Lochuizen onderdeel van de gemeente Berkelland.
Voornaamste vorm van landbouw is de melkveehouderij, hoewel dit de afgelopen jaren snel is afgenomen.
Lochuizen was de woonplaats van de bekende schilder John ter Reehorst, met wie Gerrit Achterberg veelvuldig omging.
Op Eerste Paasdag wordt in Lochuizen het traditionele paasvuur ontstoken. Lochuizen heeft ieder jaar een van de grootste paasvuren van de Achterhoek.
In Lochuizen staat op de Needse Berg tevens De Hollandsche Molen, ook wel De Oude Molen genoemd.
Eind juni worden de zomerspelen gehouden met kermis en allerhande activiteiten.
Hoofdplaats: Borculo       Dorpen: Beltrum · Eibergen · Geesteren · Gelselaar · Haarlo · Neede · Noordijk · Rekken · Rietmolen · Ruurlo

Buurtschappen: Avest · Brammelerbroek · Brinkmanshoek · Broeke · De Bruil · Dijkhoek · De Haar · Heure · Heurne (deels) · Holterhoek · Hoonte · De Horst · Hupsel · Kisveld · Kulsdom · Leo-Stichting · Lintvelde · Lochuizen · Loo · Mallem · Nederbiel · Noordijkerveld · Olden Eibergen · Oosterveld · Overbiel · Respelhoek · Ruwenhof · Schependom · Spilbroek · Veldhoek (deels) · Waterhoek · Zwilbroek

Voormalige gemeenten: Beltrum · Borculo · Eibergen · Geesteren · Neede · Ruurlo